# Cessna A-37 Dragonfly
O Cessna A-37 Dragonfly, ou Super Tweet, é uma aeronave de ataque leve projetada e produzida pela fabricante americana de aeronaves Cessna.
Foi desenvolvido durante a Guerra do Vietnã em resposta ao interesse militar em novas aeronaves de contra insurgência (COIN) para substituir tipos antigos, como o Douglas A-1 Skyraider. Uma avaliação formal da Força Aérea dos Estados Unidos sobre o treinador básico T-37 Tweet para a missão COIN foi realizada no final de 1962, após a qual se concluiu que ele poderia ser modificado para desempenhar efetivamente a função. O A-37 foi derivado diretamente do T-37, quase dobrando o peso total e o empuxo do motor para permitir o transporte de quantidades consideráveis de munições, juntamente com maior resistência de voo e aviônicos de missão adicionais. O protótipo YAT-37D realizou seu voo inaugural em outubro de 1964.

## Operadores[3]
- Força Aérea Colombiana
- Força Aérea de El Salvador
- Força Aérea da Guatemala
- Força Aérea de Honduras
- Força Aérea do Peru
- Força Aérea Uruguaia

## Ficha Técnica

### Características gerais
- Tripulação: 2
- Comprimento: 8,617m
- Envergadura: 10,935m
- Altura: 2,705m
- Área da asa: 17,08m2
- Peso vazio: 2.817 kg (6,211 lb)
- Peso máximo de decolagem: 6.350 kg (14.000 lb)
- Capacidade de combustível: 1.920 L de combustível interno utilizável
- Motorização: 2 × turbojato General Electric J85-GE-17A, 2.850 lbf de empuxo cada